# Tomášovský vrch
Tomášovský vrch je kopec o nadmořské výšce 493 m nacházející se v Mikulášovicích (část obce Tomášov) v Ústeckém kraji.

## Charakteristika
Vrch náleží ke geomorfologickému celku Šluknovská pahorkatina, jeho okrsku Šenovská pahorkatina a podokrsku Mikulášovická pahorkatina. Geologické podloží tvoří střednězrnný lužický granodiorit, do kterého zasahuje z nedaleké lokality Na Vrších ložisko fonotefritu. Půdním pokryvem je dystrická a modální mesobazická kambizem. Na severozápadním svahu pramení Tomášovský potok, na jižním pak bezejmenný přítok Strážného potoka. Celý kopec tak náleží k povodí Křinice, Labe a úmoří Severního moře. Vrch je zalesněný silně poškozeným jehličnatým, místy smíšeným lesem. Na severní svah zasahuje zástavba vesnice Tomášov.

## Kříž
Přibližně 70 metrů od vrcholu stojí pískovcový kříž. Nápis IHS HCWG AO 1753 21. OCTOPER ALHIR GESTORBEN připomíná úmrtí, ke kterému zde došlo 21. října 1753. Kříž je od roku 1991 chráněn jako kulturní památka. V roce 2022 došlo při těžbě dřeva k poškození kříže. Ještě téhož roku byl restaurován.

## Galerie

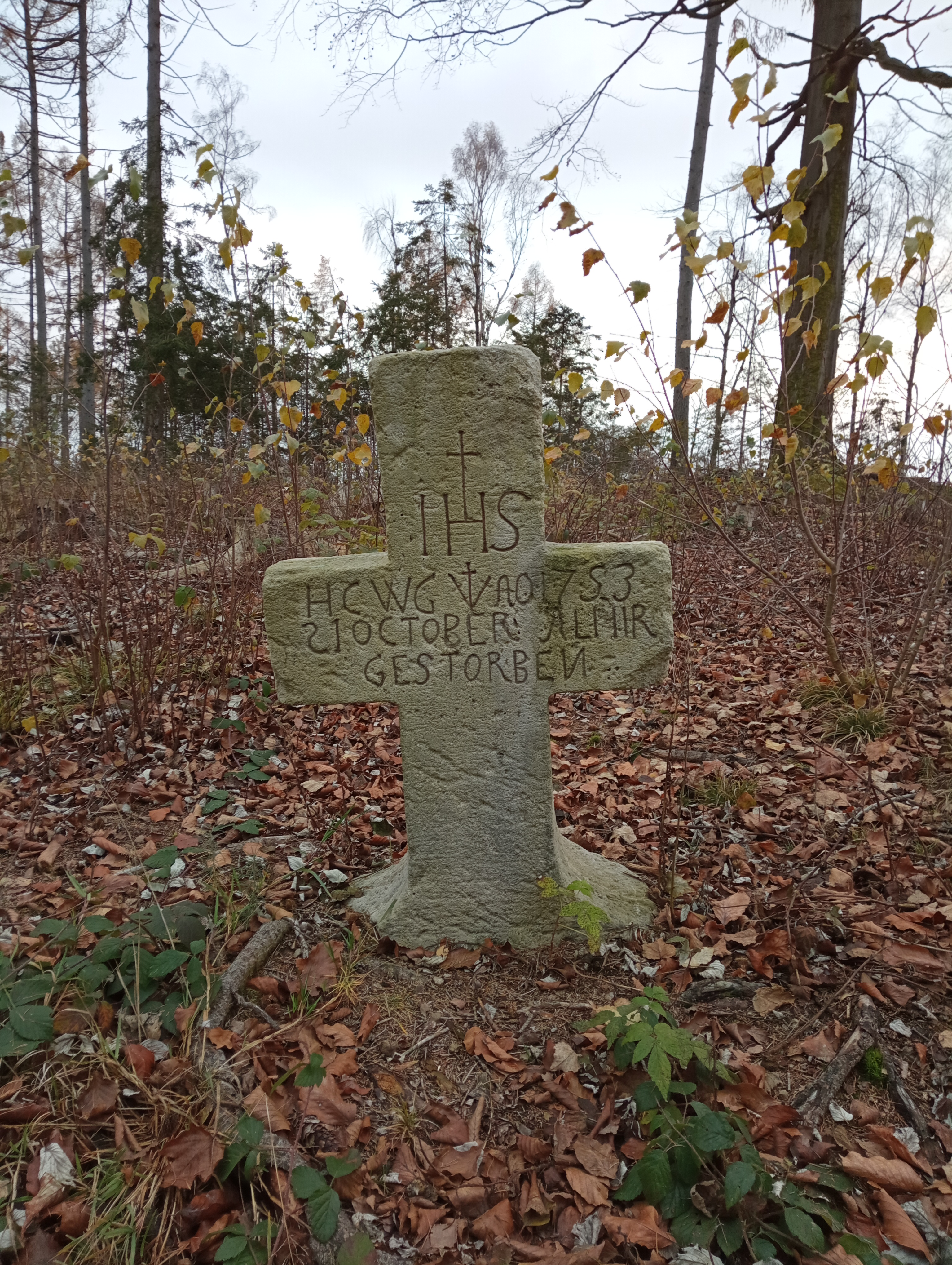
Kamenný kříž
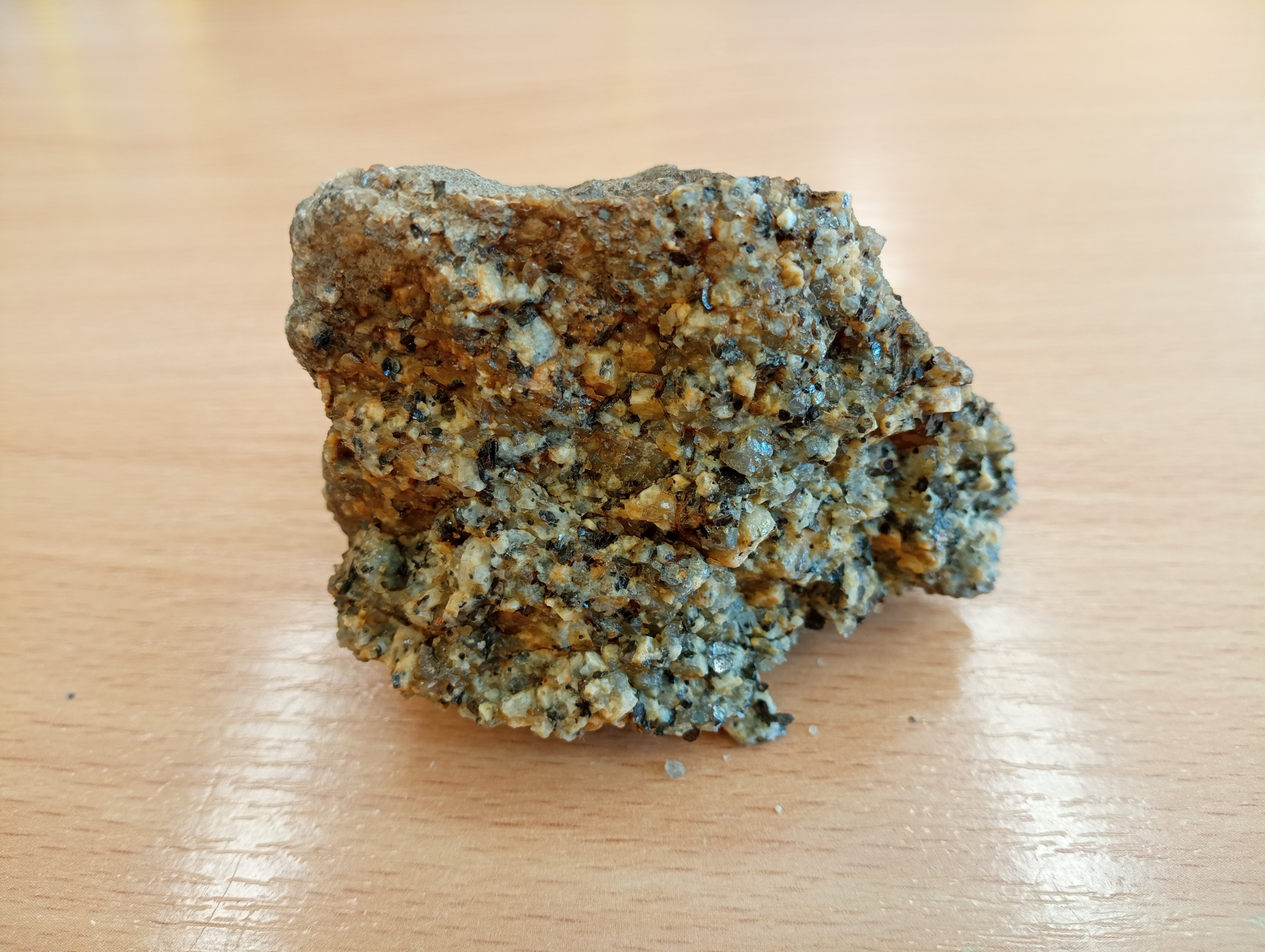
Lužický granodiorit
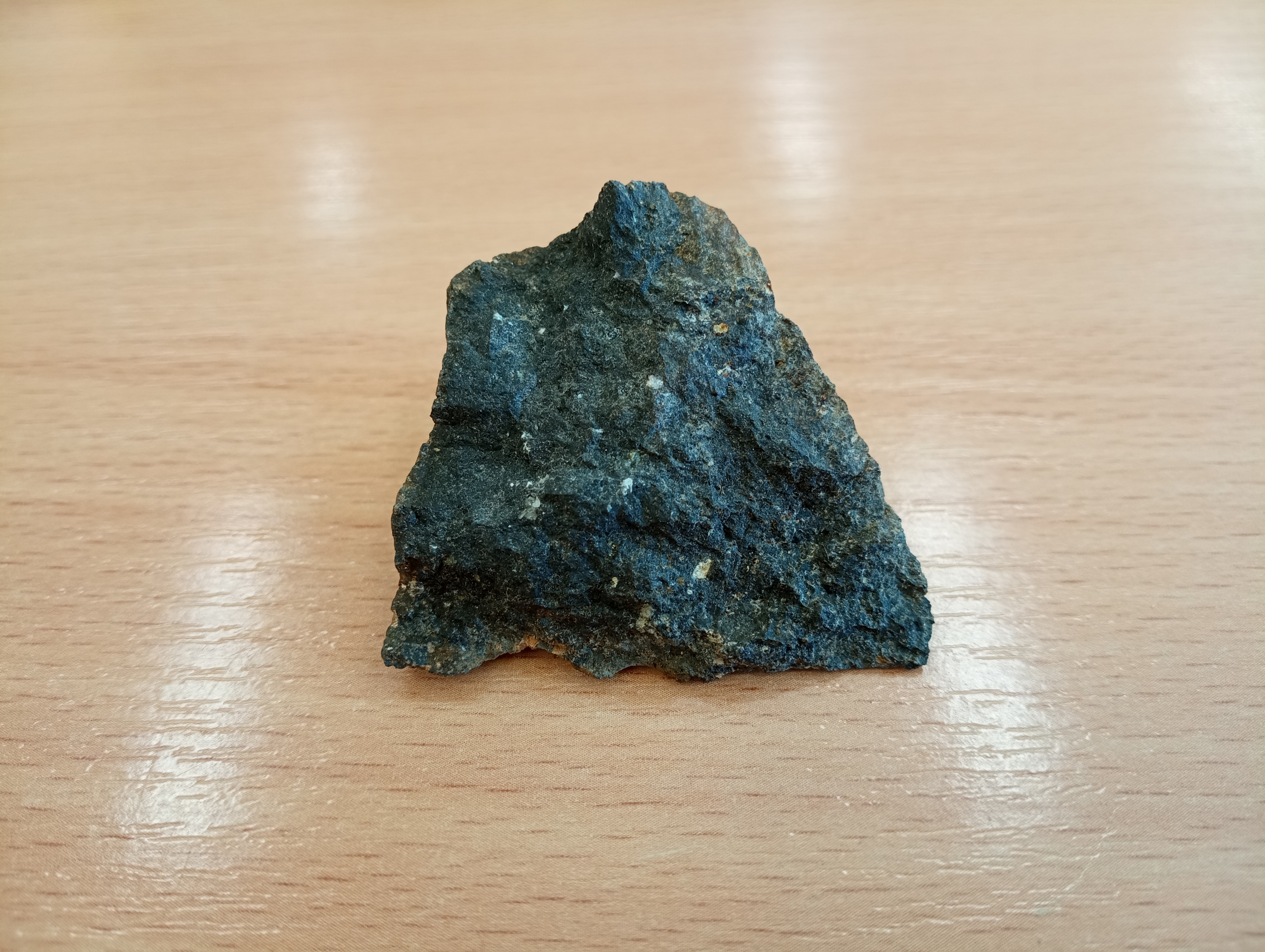
Fonotefrit